# Synot liga 2014/2015
Sezóna 2014/15 byla 22. ročníkem nejvyšší české fotbalové soutěže. Poprvé nesla název Synot podle sponzora – společnosti Synot, v minulosti se ročníky jmenovaly Gambrinus liga (od sezóny 1997/98 do ročníku 2013/14 včetně) podle značky piva Gambrinus. Účastnilo se 16 týmů, hrací systém byl stejný jako dříve. Každý tým se utkal s každým, jeden zápas na domácí půdě a druhý pak na hřišti soupeře, čili se odehrálo se celkem 30 kol. Mezi elitu se po roční pauze probojovaly zpět týmy FC Hradec Králové a SK Dynamo České Budějovice, které však po sezóně sestoupily zpět do druhé ligy.
Ročník byl zahájen v pátek 25. července 2014 v 18:00 zápasem Bohemians Praha 1905 – AC Sparta Praha (1:2), tentýž den se ještě od 20:15 odehrálo utkání FK Dukla Praha – FC Baník Ostrava (0:0), které muselo být na 45 minut přerušeno z důvodu výpadku elektrického proudu (zhaslo osvětlení).
Mistrovský titul ze sezóny 2013/14 obhajoval tým AC Sparta Praha. Poprvé v historii nehraje v této sezóně českou nejvyšší soutěž SK Sigma Olomouc. Do druhé české ligy sestoupí týmy na 15. a 16. místě.
Do pohárové Evropy postoupily týmy FC Viktoria Plzeň, AC Sparta Praha, FK Baumit Jablonec, FK Mladá Boleslav (umístění v lize) a FC Slovan Liberec (výhra v poháru).
Titul získal klub FC Viktoria Plzeň (svůj třetí v historii nejvyšší české ligy). Všech 240 utkání celkem navštívilo 1 134 707 diváků.

## Týmy
Údaje v tabulce jsou platné k začátku soutěže.

### Stadiony a umístění
Poznámka: Tabulka uvádí kluby v abecedním pořadí.
| Klub                    | Stadion                                     | Kapacita |
| ----------------------- | ------------------------------------------- | -------- |
| Baník Ostrava           | Bazaly                                      | 10 039   |
| FK Baumit Jablonec      | Stadion Střelnice                           | 6 280    |
| Bohemians 1905          | Ďolíček                                     | 5 000    |
| Dukla Praha             | Na Julisce                                  | 8 150    |
| Dynamo České Budějovice | Fotbalový stadion Střelecký ostrov          | 6 681    |
| Hradec Králové          | Všesportovní stadion                        | 7 000    |
| Mladá Boleslav          | Městský stadion Mladá Boleslav              | 5 000    |
| Příbram                 | Na Litavce                                  | 9 100    |
| Slavia Praha            | Synot Tip Aréna                             | 20 800   |
| Slovácko                | Městský fotbalový stadion Miroslava Valenty | 8 000    |
| Slovan Liberec          | Stadion U Nisy                              | 9 900    |
| Sparta Praha            | Stadion Sparty na Letné                     | 19 784   |
| Teplice                 | Stadion Na Stínadlech                       | 18 221   |
| Viktoria Plzeň          | Stadion města Plzně                         | 11 700   |
| Vysočina Jihlava        | Stadion v Jiráskově ulici                   | 4 155    |
| Zbrojovka Brno          | Městský fotbalový stadion Srbská            | 12 550   |

### Personál a ostatní (stav na začátku sezony)
| Klub                    | Hlavní trenér     | Kapitán         | Výrobce dresů | Přestupy | Počet titulů | Soupisky                                        |
| ----------------------- | ----------------- | --------------- | ------------- | -------- | ------------ | ----------------------------------------------- |
| Baník Ostrava           | Tomáš Bernady     | Václav Svěrkoš  | Joma          | Zde      | 1            | Zde                                             |
| FK Baumit Jablonec      | Jaroslav Šilhavý  | Luboš Loučka    | Nike          | Zde      | 0            | Zde                                             |
| Bohemians 1905          | Roman Pivarník    | Josef Jindřišek | Adidas        | Zde      | 0            | Zde Archivováno 2. 7. 2014 na Wayback Machine.  |
| Dukla Praha             | Luboš Kozel       | Patrik Gedeon   | Adidas        | Zde      | 0            | Zde                                             |
| Dynamo České Budějovice | Luboš Urban       | Ondřej Herzán   | Adidas        | Zde      | 0            | Zde                                             |
| Hradec Králové          | Luboš Prokopec    | Adrian Rolko    | Adidas        | Zde      | 0            | Zde                                             |
| Mladá Boleslav          | Karel Jarolím     | Lukáš Magera    | Nike          | Zde      | 0            | Zde Archivováno 24. 9. 2019 na Wayback Machine. |
| Příbram                 | Petr Čuhel        | Tomáš Zápotočný | Adidas        | Zde      | 0            | Zde                                             |
| Slavia Praha            | Miroslav Beránek  | Martin Latka    | Umbro         | Zde      | 3            | Zde                                             |
| Slovácko                | Svatopluk Habanec | Libor Došek     | Kappa         | Zde      | 0            | Zde Archivováno 9. 12. 2018 na Wayback Machine. |
| Slovan Liberec          | Samuel Slovák     | Jiří Fleišman   | Nike          | Zde      | 3            | Zde                                             |
| Sparta Praha            | Vítězslav Lavička | David Lafata    | Nike          | Zde      | 12           | Zde                                             |
| Teplice                 | Zdeněk Ščasný     | Milan Matula    | Umbro         | Zde      | 0            | Zde                                             |
| Viktoria Plzeň          | Dušan Uhrin       | Pavel Horváth   | Puma          | Zde      | 2            | Zde                                             |
| Vysočina Jihlava        | Petr Rada         | Lukáš Vaculík   | Adidas        | Zde      | 0            | Zde                                             |
| Zbrojovka Brno          | Václav Kotal      | Pavel Zavadil   | Umbro         | Zde      | 0            | Zde                                             |

## Konečná tabulka
| Poř. | Tým                            | Z  | V  | R  | P  | VG | OG | B  |
| ---- | ------------------------------ | -- | -- | -- | -- | -- | -- | -- |
| 1.   | FC Viktoria Plzeň              | 30 | 23 | 3  | 4  | 70 | 24 | 72 |
| 2.   | AC Sparta Praha (C)            | 30 | 21 | 4  | 5  | 57 | 20 | 67 |
| 3.   | FK Baumit Jablonec             | 30 | 19 | 7  | 4  | 58 | 22 | 64 |
| 4.   | FK Mladá Boleslav              | 30 | 13 | 7  | 10 | 43 | 34 | 46 |
| 5.   | 1. FK Příbram                  | 30 | 12 | 7  | 11 | 40 | 45 | 43 |
| 6.   | FK Dukla Praha                 | 30 | 11 | 8  | 11 | 34 | 40 | 41 |
| 7.   | FK Teplice                     | 30 | 9  | 11 | 10 | 41 | 37 | 38 |
| 8.   | Bohemians Praha 1905           | 30 | 10 | 8  | 12 | 35 | 41 | 38 |
| 9.   | 1. FC Slovácko                 | 30 | 10 | 7  | 13 | 43 | 46 | 37 |
| 10.  | FC Vysočina Jihlava            | 30 | 10 | 6  | 14 | 33 | 38 | 36 |
| 11.  | SK Slavia Praha                | 30 | 9  | 7  | 14 | 40 | 45 | 34 |
| 12.  | FC Slovan Liberec              | 30 | 7  | 12 | 11 | 39 | 43 | 33 |
| 13.  | FC Baník Ostrava               | 30 | 8  | 9  | 13 | 23 | 41 | 33 |
| 14.  | FC Zbrojovka Brno              | 30 | 9  | 6  | 15 | 34 | 45 | 33 |
| 15.  | FC Hradec Králové (N)          | 30 | 6  | 7  | 17 | 26 | 52 | 25 |
| 16.  | SK Dynamo České Budějovice (N) | 30 | 5  | 7  | 18 | 29 | 72 | 22 |

Poznámky:
- Z = Odehrané zápasy; V = Vítězství; R = Remízy; P = Prohry; VG = Vstřelené góly; OG = Obdržené góly; B = Body
- (N) = nováček (minulou sezónu hrál nižší soutěž a postoupil), (C) = obhájce titulu

|  | Postup do 3. předkola (mistrovská část) Ligy mistrů 2015/16   |
|  | Postup do 3. předkola (nemistrovská část) Ligy mistrů 2015/16 |
|  | Postup do 3. předkola Evropské ligy 2015/16                   |
|  | Postup do 2. předkola Evropské ligy 2015/16                   |
|  | Sestup do FNL 2015/16                                         |

### Pořadí po jednotlivých kolech
Při shodném počtu bodů a skóre mohou být kluby umístěny na stejném místě v průběhu soutěže (zejména zpočátku), v závěru platí v případě rovnosti bodů a skóre dodatečná kritéria, která rozhodují o konečném pořadí.
| Klub / kolo | 1     | 2  | 3  | 4  | 5  | 6  | 7  | 8  | 9  | 10 | 11 | 12 | 13 | 14 | 15 | 16 | 17 | 18 | 19 | 20 | 21 | 22 | 23 | 24 | 25 | 26 | 27 | 28 | 29 | 30 |   |
| ----------- | ----- | -- | -- | -- | -- | -- | -- | -- | -- | -- | -- | -- | -- | -- | -- | -- | -- | -- | -- | -- | -- | -- | -- | -- | -- | -- | -- | -- | -- | -- | - |
| Klub / kolo | Plzeň | 5  | 3  | 3  | 1  | 2  | 1  | 1  | 1  | 1  | 1  | 1  | 1  | 1  | 1  | 1  | 1  | 1  | 1  | 1  | 1  | 1  | 1  | 1  | 1  | 1  | 1  | 1  | 1  | 1  | 1 |
| Sparta      | 2     | 1  | 2  | 3  | 4  | 3  | 2  | 2  | 2  | 2  | 2  | 2  | 2  | 2  | 2  | 2  | 2  | 2  | 2  | 2  | 2  | 2  | 2  | 2  | 2  | 2  | 2  | 2  | 2  | 2  |   |
| Jablonec    | 1     | 7  | 7  | 6  | 3  | 7  | 3  | 4  | 3  | 3  | 3  | 3  | 3  | 3  | 3  | 3  | 3  | 3  | 3  | 3  | 3  | 3  | 3  | 3  | 3  | 3  | 3  | 3  | 3  | 3  |   |
| Boleslav    | 4     | 8  | 8  | 5  | 8  | 6  | 8  | 5  | 6  | 4  | 6  | 6  | 5  | 5  | 4  | 4  | 4  | 4  | 4  | 4  | 4  | 4  | 4  | 4  | 4  | 4  | 4  | 4  | 4  | 4  |   |
| Příbram     | 5     | 9  | 11 | 13 | 15 | 15 | 16 | 15 | 13 | 12 | 12 | 11 | 11 | 12 | 12 | 10 | 11 | 10 | 10 | 7  | 10 | 10 | 8  | 8  | 5  | 6  | 5  | 5  | 5  | 5  |   |
| Dukla       | 9     | 4  | 4  | 7  | 5  | 8  | 11 | 11 | 11 | 11 | 11 | 9  | 6  | 6  | 7  | 9  | 7  | 5  | 6  | 6  | 7  | 7  | 6  | 5  | 6  | 5  | 7  | 7  | 6  | 6  |   |
| Teplice     | 9     | 12 | 10 | 9  | 9  | 5  | 6  | 9  | 4  | 7  | 5  | 5  | 8  | 7  | 5  | 6  | 5  | 6  | 5  | 5  | 5  | 5  | 5  | 6  | 7  | 7  | 6  | 6  | 7  | 7  |   |
| Bohemians   | 13    | 15 | 9  | 12 | 10 | 11 | 9  | 6  | 8  | 6  | 7  | 7  | 10 | 10 | 11 | 13 | 12 | 13 | 11 | 13 | 13 | 13 | 13 | 12 | 10 | 11 | 11 | 8  | 8  | 8  |   |
| Slovácko    | 13    | 5  | 5  | 4  | 7  | 4  | 5  | 3  | 5  | 8  | 8  | 8  | 7  | 8  | 9  | 7  | 9  | 7  | 8  | 10 | 6  | 6  | 7  | 7  | 9  | 9  | 8  | 9  | 11 | 9  |   |
| Jihlava     | 15    | 16 | 16 | 16 | 16 | 16 | 15 | 16 | 16 | 15 | 15 | 15 | 12 | 11 | 10 | 11 | 10 | 12 | 13 | 12 | 9  | 10 | 10 | 9  | 8  | 8  | 9  | 10 | 9  | 10 |   |
| Slavia      | 2     | 2  | 1  | 2  | 1  | 2  | 4  | 8  | 10 | 10 | 9  | 10 | 9  | 9  | 8  | 8  | 6  | 8  | 7  | 9  | 12 | 11 | 12 | 13 | 14 | 13 | 13 | 13 | 10 | 11 |   |
| Liberec     | 7     | 10 | 13 | 11 | 14 | 10 | 12 | 12 | 12 | 13 | 14 | 12 | 13 | 14 | 14 | 15 | 15 | 15 | 15 | 16 | 16 | 14 | 14 | 14 | 13 | 14 | 14 | 14 | 14 | 12 |   |
| Ostrava     | 9     | 13 | 12 | 10 | 6  | 9  | 7  | 10 | 7  | 5  | 4  | 4  | 4  | 4  | 6  | 5  | 8  | 9  | 9  | 8  | 11 | 12 | 9  | 11 | 12 | 12 | 12 | 12 | 13 | 13 |   |
| Brno        | 16    | 6  | 6  | 8  | 11 | 12 | 10 | 7  | 9  | 9  | 10 | 13 | 14 | 15 | 13 | 14 | 14 | 11 | 12 | 11 | 8  | 9  | 11 | 10 | 11 | 10 | 10 | 11 | 12 | 14 |   |
| Hradec      | 9     | 14 | 14 | 15 | 13 | 13 | 14 | 14 | 15 | 16 | 16 | 16 | 16 | 16 | 16 | 16 | 16 | 16 | 16 | 14 | 14 | 15 | 15 | 15 | 15 | 15 | 15 | 15 | 15 | 15 |   |
| Budějovice  | 7     | 11 | 15 | 13 | 12 | 14 | 13 | 13 | 14 | 14 | 13 | 14 | 15 | 13 | 15 | 12 | 13 | 14 | 14 | 15 | 15 | 16 | 16 | 16 | 16 | 16 | 16 | 16 | 16 | 16 |   |

### Křížová tabulka
| Domácí \ Hosté | BOH | BRN | CBU | DUK | HKR | JAB | JIH | LIB | MLB | OST | PLZ | PRI | SLA | SLO | SPA | TEP |
| Bohemians      |     | 0–0 | 3–0 | 0–0 | 1–1 | 1–2 | 0–0 | 2–4 | 1–1 | 0–2 | 3–2 | 3–1 | 2–0 | 1–2 | 1–2 | 1–0 |
| Brno           | 0–1 |     | 2–2 | 0–1 | 3–0 | 2–3 | 3–2 | 1–0 | 1–0 | 0–0 | 2–3 | 1–0 | 3–0 | 0–1 | 1–3 | 1–1 |
| Č. Budějovice  | 2–3 | 1–3 |     | 1–0 | 2–2 | 0–3 | 1–3 | 1–1 | 2–1 | 1–0 | 0–4 | 0–3 | 1–1 | 2–2 | 1–3 | 2–0 |
| Dukla          | 0–1 | 1–1 | 3–1 |     | 1–0 | 1–0 | 4–1 | 3–1 | 0–2 | 0–0 | 2–3 | 0–0 | 2–2 | 0–0 | 1–0 | 5–1 |
| Hradec Kr.     | 1–0 | 1–0 | 2–3 | 2–4 |     | 0–2 | 0–3 | 0–0 | 0–0 | 1–0 | 2–3 | 2–3 | 0–1 | 2–0 | 0–3 | 0–0 |
| Jablonec       | 3–0 | 2–0 | 0–0 | 6–0 | 4–0 |     | 2–0 | 2–0 | 1–0 | 4–0 | 1–2 | 2–0 | 2–1 | 1–1 | 0–0 | 4–2 |
| Jihlava        | 1–2 | 2–0 | 0–0 | 1–2 | 2–0 | 1–1 |     | 4–0 | 0–1 | 2–0 | 2–1 | 0–1 | 1–0 | 0–1 | 0–2 | 0–1 |
| Liberec        | 1–1 | 1–0 | 5–1 | 0–0 | 2–0 | 0–1 | 2–2 |     | 0–0 | 6–0 | 1–1 | 0–0 | 1–3 | 2–2 | 2–1 | 0–2 |
| Ml. Boleslav   | 1–0 | 5–1 | 4–1 | 0–1 | 2–2 | 1–1 | 3–0 | 1–1 |     | 1–0 | 0–3 | 4–1 | 2–1 | 2–0 | 2–3 | 3–0 |
| Ostrava        | 1–0 | 1–0 | 4–3 | 1–1 | 2–1 | 1–2 | 0–0 | 3–3 | 1–0 |     | 0–2 | 0–0 | 0–0 | 0–2 | 1–1 | 1–1 |
| Plzeň          | 2–1 | 4–1 | 6–0 | 2–1 | 4–0 | 3–1 | 2–0 | 2–0 | 1–2 | 2–0 |     | 5–2 | 1–0 | 4–0 | 2–0 | 1–0 |
| Příbram        | 2–3 | 3–2 | 1–0 | 3–0 | 1–0 | 1–4 | 1–1 | 1–0 | 2–0 | 3–1 | 2–2 |     | 2–1 | 1–0 | 0–1 | 1–1 |
| Slavia         | 1–1 | 1–3 | 2–0 | 2–0 | 1–1 | 1–1 | 1–2 | 4–1 | 3–4 | 3–1 | 1–0 | 3–2 |     | 1–3 | 0–2 | 2–2 |
| Slovácko       | 4–1 | 1–1 | 3–1 | 5–1 | 0–1 | 1–2 | 2–0 | 2–3 | 1–1 | 1–2 | 0–1 | 4–1 | 1–2 |     | 0–2 | 2–2 |
| Sparta         | 1–1 | 4–0 | 4–0 | 3–0 | 3–1 | 2–0 | 3–0 | 1–0 | 1–0 | 0–1 | 0–2 | 4–1 | 2–1 | 5–2 |     | 1–0 |
| Teplice        | 4–1 | 0–1 | 4–0 | 1–0 | 1–3 | 1–1 | 2–3 | 2–2 | 5–0 | 1–0 | 0–0 | 1–1 | 2–1 | 4–0 | 0–0 |     |

Aktualizováno po zápasech hraných 30. 5. 2015
Zdroj: Synot liga

Vysvětlivky
1. ↑  Domácí tým je uveden v levém sloupci

Barvy: Modrá = výhra domácích; Žlutá = remíza; Červená = výhra hostů

## Soupisky mužstev
- V závorce za jménem je uveden počet utkání a branek, u brankářů ještě počet čistých kont

### FC Viktoria Plzeň
Petr Bolek (1/0/1),
Matúš Kozáčik (29/0/14) –
Jan Baránek (7/0),
Lukáš Hejda (13/2),
Jan Holenda (18/4),
Pavel Horváth (7/1),
Tomáš Hořava (26/6),
Patrik Hrošovský (28/0),
Roman Hubník (19/3),
Jan Chramosta (10/3),
Daniel Kolář (25/11),
Jan Kovařík (26/3),
David Limberský (26/2),
Aidin Mahmutović (14/6),
Milan Petržela (27/3),
Václav Pilař (28/4),
Václav Procházka (30/1),
František Rajtoral (16/4),
Radim Řezník (16/3),
Stanislav Tecl (18/5),
Ondřej Vaněk (29/5) –
trenér Dušan Uhrin (1. až 3. kolo) a Miroslav Koubek (4. až 30. kolo)

### AC Sparta Praha
David Bičík (13/0/7),
Marek Štěch (17/0/8) -
Jakub Brabec (23/2),
Michal Breznaník (5/0),
Bořek Dočkal (29/10),
Mario Holek (29/2),
Juraj Chvátal (1/0),
Pavel Kadeřábek (25/3),
Václav Kadlec (13/9),
Radoslav Kováč (17/0),
Tiémoko Konaté (25/1),
Ladislav Krejčí (27/3),
David Lafata (30/20),
Lukáš Mareček (22/0),
Marek Matějovský (24/0),
Martin Nešpor (3/1),
Costa Nhamoinesu (28/0),
Jakub Řezníček (8/0),
Herolind Shala (3/0),
Ondřej Švejdík (6/0),
Kamil Vacek (11/0),
Lukáš Vácha (25/1) -
trenér Vítězslav Lavička (1. až 23. kolo) a Zdeněk Ščasný (24. až 30. kolo)

### FK Baumit Jablonec
Vlastimil Hrubý (28/0/13),
Michal Špit (3/0/0) –
Vít Beneš (15/1),
Nermin Crnkić (23/2),
Martin Doležal (28/7),
Antonín Fantiš (2/0),
Ján Greguš (13/3),
Tomáš Hübschman (28/0),
Jan Kopic (30/8),
Vojtěch Kubista (6/1),
Marek Kysela (13/0),
Lukáš Masopust (11/1),
Ondřej Mihálik (4/0),
Ruslan Mingazov (24/5),
Milan Mišůn (6/0),
Pavel Moulis (7/0),
Filip Novák (29/11),
Luděk Pernica (30/1),
Martin Pospíšil (30/7),
José Romera (28/1),
Daniel Silva Rossi (23/3) -
trenér Jaroslav Šilhavý

### FK Mladá Boleslav
Aleš Hruška (26/0/8),
Jan Šeda (4/0/1) –
Daniel Bartl (15/0),
Jan Bořil (29/1),
Michal Ďuriš (27/4),
Daniel Geissler (1/0),
Lukáš Hůlka (13/1),
Stanislav Klobása (2/2),
Jan Koch (6/0),
Antonín Křapka (6/0),
Ondřej Kúdela (5/0),
Jan Kysela (18/0),
Lukáš Magera (28/4),
Gaston Xavier Mendy (1/0),
Florian Milla (4/0),
Jakub Navrátil (22/2),
Adam Pajer (4/0),
Jiří Skalák (24/6),
Igor Subbotin (1/0),
Jan Šisler (17/1),
Jasmin Šćuk (27/7),
Jan Štohanzl (12/0),
Florian Thalamy (1/0),
Miljan Vukadinović (14/0),
Tomáš Wágner (24/10),
Ondřej Zahustel (24/2) -
trenér Karel Jarolím

### 1. FK Příbram
Marek Boháč (20/0/8),
Marián Kelemen (9/0/3),
Lukáš Krbeček (2/0/0) -
Roman Bednář (12/5),
Josef Divíšek (6/0),
Martin Fillo (24/2),
Pavel Fořt (6/1),
Tomáš Hájovský (27/1),
Josef Hnaníček (30/3),
Martin Husár (2/0),
Martin Krameš (18/0),
Tomáš Krbeček (10/0),
Jiří Mareš (16/0),
Aleš Matějů (15/1),
Milan Nitrianský (12/0),
Tomáš Pilík (29/1),
Petr Rys (1/0),
Jan Suchan (15/2),
Jakub Šindelář (1/0),
Jaroslav Tregler (9/0),
Tomáš Zápotočný (28/3) -
trenér Petr Čuhel (1. až 7. kolo) a Pavel Tobiáš (8. až 30. kolo)

### FK Dukla Praha
Martin Chudý (10/0/4),
Filip Rada (20/0/6) -
Jean-David Beauguel
Tomáš Berger (26/4),
Jan Blažek (8/0),
Aldin Čajić (26/3),
Patrik Gedeon (23/0),
Marek Hanousek (29/3),
Matěj Hanousek (27/0),
Michal Jeřábek (18/0),
Jan Juroška (8/0),
Vjačeslav Karavajev (29/0),
Dino Kluk (5/0),
Michael Krmenčík (13/2),
Budge Manzia (2/0),
Jakub Mareš (27/2),
Jakub Považanec (26/3),
Tomáš Přikryl (9/2),
Néstor Albiach Roger (10/1),
Lukáš Štetina (25/0),
Daniel Tetour (7/0),
Jan Vorel (10/0) -
trenér Luboš Kozel

### FK Teplice
Tomáš Grigar (30/0/10) -
Benjámin Balázs (6/0),
Jakub Hora (13/3),
Jan Hošek (7/1),
Chukwudi Chukwuma (5/0),
David Jablonský (27/3),
Milan Jirásek (5/0),
Ulrich Kapolongo (16/1),
Jan Krob (27/4),
Denis Laňka (1/0),
Franci Litsingi (24/4),
Admir Ljevaković (25/1),
Michael Lüftner (24/0),
Milan Matula (26/0),
Václav Mozol (1/0),
Nivaldo Alves Freitas Santos (19/3),
Roman Potočný (13/4),
Eugène Salami (11/3),
Ivo Táborský (15/1),
Laco Takács (21/1),
Otto Urma (2/0),
Štěpán Vachoušek (14/1),
Tomáš Vondrášek (25/0),
Egon Vůch (28/5) -
trenér Zdeněk Ščasný (1. až 16. kolo) a Petr Rada (17. až 30. kolo)

### Bohemians Praha 1905
Jiří Havránek (1/0/0),
Milan Švenger (17/0/5),
Zdeněk Zlámal (12/0/3) -
Roman Artemuk (1/0),
David Bartek (25/1),
Elvis Bratanović (26/7),
Pavol Cicman (2/0),
Martin Cseh (6/1),
Vojtěch Engelmann (9/0),
Zoran Gajić (fotbalista) (10/0),
Milan Havel (4/0),
Michal Hubínek (1/0),
Marek Jarolím (5/0),
Josef Jindřišek (29/6),
Václav Kalina (7/0),
Daniel Krch (8/0),
Ivan Lietava (22/1),
Matúš Mikuš (29/7),
Jan Moravec (28/2),
Jhon Edison Mosquera Rebolledo (27/2),
Lukáš Pauschek (28/0),
Jakub Rada (30/5),
Radek Šírl (24/0),
Aleš Škerle (12/1),
Michal Šmíd (24/1),
Radek Žaloudek (4/0) -
trenér Roman Pivarník

### 1. FC Slovácko
Milan Heča (30/0/5) -
Tomáš Břečka (11/1),
Eldar Ćivić (3/0),
Vlastimil Daníček (4/0),
Jaroslav Diviš (29/4),
Tomáš Dočekal (6/0),
Libor Došek (25/16),
Petr Galuška (3/0),
Roman Haša (1/0),
Marek Havlík (24/1),
Filip Hlúpik (18/1),
Luboš Kalouda (27/7),
Milan Kerbr (27/3),
Tomáš Košút (25/0),
Marián Kovář (1/0),
Martin Kuncl (25/0),
Jakub Prajza (3/0),
Tomáš Rada (27/0),
Petr Reinberk (18/0),
Lukáš Sadílek (3/0),
Patrik Šimko (15/0),
Veliče Šumulikoski (25/2),
Michal Trávník (24/4),
Jiří Valenta (25/4)
Tomáš Zajíc (1/0) –
trenér Svatopluk Habanec

### FC Vysočina Jihlava
Jaromír Blažek (3/0/2),
Jan Hanuš (27/0/7) -
Augusto Batioja (4/0),
Michal Demeter (4/0),
Tomáš Duba (1/0),
Jakub Fulnek (19/0),
Haris Harba (28/4),
Matěj Hybš (23/1),
Okechukwu Christian Irobiso (3/0),
Adam Jánoš (19/1),
Marek Jungr (17/2),
Jan Kliment (15/2),
Jiří Krejčí (29/0),
Lukáš Kryštůfek (13/0),
Tomáš Kučera (27/4),
Vladimír Kukoľ (25/3),
Matúš Marcin (5/0),
Tomáš Marek (24/0),
Muris Mešanović (27/6),
Matej Mlakić (1/0),
Petr Nerad (5/1),
Ondřej Šourek (6/01),
Peter Šulek (20/3),
David Štěpánek (1/0),
Petr Tlustý (18/2),
Lukáš Vaculík (25/3) -
trenér Petr Rada (1. až 9. kolo), Roman Kučera (10. až 16. kolo) a Luděk Klusáček (17. až 30. kolo)

### SK Slavia Praha
Martin Berkovec (11/0/3),
Karel Hrubeš (15/0/1),
Matej Rakovan (4/0/1) -
Aldo Baéz (23/0),
Jiří Bílek (27/3),
Damien Boudjemaa (12/0),
Milan Černý (17/1),
Marek Červenka (8/1),
Simon Deli (13/0),
Dame Diop (5/1),
Martin Dostál (6/0),
Lukáš Fialka (6/0),
Robert Hrubý (19/0),
Levan Kenija (14/2),
Marek Kodr (15/0),
Martin Latka (19/2),
Jan Mikula (14/0),
Karel Piták (25/1),
Václav Prošek (9/0),
Milan Škoda (28/19),
Michal Švec (8/0),
Krisztián Tamás (11/0),
Jaromír Zmrhal (26/4) -
trenér Miroslav Beránek

### FC Slovan Liberec
Lukáš Hroššo (12/0/3),
Ondřej Kolář (16/0/4),
Patrik Lukáč (2/0/0) –
Marek Bakoš (12/1),
Erich Brabec (6/0),
Marcos Calazans (4/0),
Vladimír Coufal (13/0),
Dzon Delarge (19/6),
Djika Douglas (5/0),
Daniel Dydowicz (6/0),
Tomáš Ďubek (19/1),
Tomáš Egert (1/0),
Jiří Fleišman (26/3),
Denis Frimmel (2/0),
Martin Frýdek (25/2),
Vojtěch Hadaščok (21/3),
Lukáš Kaiser (3/0),
Miloš Karišik (16/1),
Kevin Luckassen (16/2),
Jan Mudra (18/0),
Moustapha Ndiaye (4/0),
Michal Obročník (18/1),
David Pavelka (20/3),
Jiří Pimpara (20/0),
Lukáš Pokorný (19/1),
Isaac Sackey (16/1),
Soune Soungole (14/0),
Martin Sus (13/0),
Josef Šural (25/12) -
trenér Samuel Slovák (1. až 16. kolo), Jiří Kotrba a Josef Csaplár (17. až 19. kolo) a David Vavruška (20. až 30. kolo)

### FC Baník Ostrava
Jiří Pavlenka (30/0/10) -
Dyjan Carlos de Azevedo (22/1),
Milan Baroš (11/2),
Oldřich Byrtus (9/0),
Martin Foltýn (13/0),
Michal Frydrych (29/4),
Matěj Helešic (5/0),
Daniel Holzer (23/2),
Milan Jirásek (10/0),
Filip Kaša (12/0),
Martin Kouřil (14/1),
Davor Kukec (28/3),
Luka Lučić (9/0),
Derrick Mensah (18/0),
Patrik Mišák (12/0),
Francis Narh (23/2),
Ondřej Pyclík (1/0),
Matej Sivrić (10/1),
Ondřej Sukup (16/0),
Marek Šichor (16/1),
Vojtěch Štěpán (27/1),
Jakub Šašinka (12/1),
Tomáš Vengřinek (2/0),
Victor Zapata Caicedo (3/0) -
trenér Tomáš Bernady a Martin Svědík (1. až 16. kolo) a Petr Frňka (17. až 30. kolo)

### FC Zbrojovka Brno
Martin Doležal (2/0/0),
Václav Hladký (16/0/4),
Dušan Melichárek (13/0/4) –
Tomáš Brigant (12/1),
Petr Buchta (13/0),
Radek Buchta (13/0),
Josef Čtvrtníček (7/1),
Roman Fischer (14/0),
Alois Hyčka (22/1),
Jakub Jugas (28/3),
Marek Kaščák (6/0),
Miroslav Keresteš (18/0),
Václav Klán (1/0),
Kamil Kopúnek (6/0),
Pavel Košťál (27/1),
Milan Lutonský (14/1),
Jan Malík (28/1),
Miroslav Marković (12/4),
Pavel Mezlík (4/0),
Donneil Moukanza (15/1),
David Pašek (19/4),
Jakub Přichystal (1/0),
Jan Sedlák (1/0),
Aleš Schuster (23/1),
Fabián Slančík (10/0),
Jan Sýkora (26/4),
Šimon Šumbera (10/0),
Stanislav Vávra (26/4),
Pavel Zavadil (26/4),
Lukáš Zoubele (6/1)
– trenér Václav Kotal (1.–30. kolo)

### SK Hradec Králové
Tomáš Koubek (26/0/8),
Martin Kuciak (5/0/0) -
Aleš Čermák (22/4),
Pavel Černý (21/0),
Pavel Dvořák (26/9),
Jan Hable (3/0),
Emir Halilović (27/3),
Tomáš Holeš (30/0),
Jakub Chleboun (24/0),
Jiří Janoušek (2/0),
Ondřej Kraják (1/0),
Juraj Križko (18/0),
Tomáš Malinský (22/1),
Petr Mareš (21/1),
Martin Nosek (4/0),
David Petrus (6/1),
Marek Plašil (15/1),
Adrian Rolko (25/0),
Jan Shejbal (15/0),
Petr Schwarz (3/0),
David Štípek (25/1),
Pavel Šultes (3/0),
Tito (7/0),
Daniel Trubač (16/1),
David Vaněček (20/4),
Adam Vlkanova (1/0),
Jan Vobejda (1/0) -
trenér Luboš Prokopec (1. až 11. kolo) a Bohuslav Pilný (12. až 30. kolo)

### SK Dynamo České Budějovice
Tomáš Fryšták (1/0/0),
Zdeněk Křížek (29/0/5) –
Petr Benát (29/2),
Aleš Dvořák (3/1),
Pavel Eliáš (8/0),
Jiří Funda (16/1),
Jan Hála (11/0),
Ondřej Herzán (13/0),
Martin Chrien (8/0),
Tomáš Janotka (13/1),
Richard Kalod (13/1),
Jiří Kladrubský (13/3),
Michal Klesa (13/0),
Roman Lengyel (29/1),
Zdeněk Linhart (22/1),
Jaroslav Machovec (19/3),
Pavel Novák (26/0),
Ondřej Otepka (1/0),
Petr Pasecký (2/0),
Jakub Pešek (12/0),
Matej Podstavek (13/0),
Michal Řezáč (9/1),
Michal Škoda (23/3),
Filip Vaněk (2/0),
Ladislav Volešák (16/1) -
trenér Luboš Urban (1. až 18. kolo) a František Cipro (19. až 30. kolo)

## Statistiky

### Střelci
Zdroj:
| Pořadí | Střelec          | Klub                          | Góly |
| ------ | ---------------- | ----------------------------- | ---- |
| 1.     | David Lafata     | AC Sparta Praha               | 20   |
| 2.     | Milan Škoda      | SK Slavia Praha               | 19   |
| 3.     | Libor Došek      | 1. FC Slovácko                | 16   |
| 4.     | Aidin Mahmutović | FK Teplice, FC Viktoria Plzeň | 12   |
| 4.     | Josef Šural      | FC Slovan Liberec             | 12   |

### Asistence
Zdroj:
| Pořadí | Hráč         | Klub               | Asistence |
| ------ | ------------ | ------------------ | --------- |
| 1.     | Martin Zeman | 1. FK Příbram      | 12        |
| 2.     | Bořek Dočkal | AC Sparta Praha    | 11        |
| 3.     | Jan Kopic    | FK Baumit Jablonec | 9         |
| 4.     | Jan Kovařík  | FC Viktoria Plzeň  | 8         |

### Čistá konta
Zdroj:
| Pořadí | Brankář         | Klub               | Čistá konta |
| ------ | --------------- | ------------------ | ----------- |
| 1.     | Matúš Kozáčik   | FC Viktoria Plzeň  | 14          |
| 2.     | Vlastimil Hrubý | FK Baumit Jablonec | 13          |
| 3.     | Tomáš Grigar    | FK Teplice         | 10          |
| 3.     | Jiří Pavlenka   | FC Baník Ostrava   | 10          |
| 5.     | Tomáš Koubek    | FC Hradec Králové  | 8           |
| 5.     | Marek Boháč     | 1. FK Příbram      | 8           |
| 5.     | Marek Štěch     | AC Sparta Praha    | 8           |
| 5.     | Aleš Hruška     | FK Mladá Boleslav  | 8           |

### Vybrané statistiky
Vybrané statistiky dosud odehraných utkání.
- celkový počet gólů:
- průměrný počet gólů na zápas:
- počet zahraných / proměněných penalt (úspěšnost): 63 / 53 (84 %)
- držení míče: FC Viktoria Plzeň – 59%
- nejvíce střel na bránu: FC Viktoria Plzeň – 201
- nejvyšší úspěšnost přihrávek: AC Sparta Praha – 82,87%
- hattrick v zápase:
  - Josef Šural (LIB) – 1× (6. kolo proti Baníku Ostrava)
  - Libor Došek (SLO) – 1× (8. kolo proti Dukle Praha)
  - Tomáš Wágner (MBL) – 1× (8. kolo proti FK Teplice)
  - Stanislav Tecl (PLZ) – 1× (11. kolo proti Mladé Boleslavi)
  - Milan Škoda (SLA) – 1× (17. kolo proti Slovanu Liberec)[13]
  - David Lafata (SPA) – 1× (25. kolo proti Zbrojovce Brno)
  - Elvis Bratanović (BOH) – 1× (29. kolo proti Viktorii Plzeň)
- nejdelší série bez inkasovaného gólu: Matúš Kozáčik (PLZ) – 461 min
- nejvíce vlastních gólů (hráč): ?
- nejvíce vlastních gólů (tým): ?
- nejvíce vstřelených gólů celkem: Plzeň (70)
- nejméně vstřelených gólů celkem: Baník Ostrava (23)
- nejvíce obdržených branek celkem: Dynamo Č. Budějovice (72)
- nejméně obdržených branek celkem: Sparta Praha (20)
- nejvíce vstřelených gólů v zápase: 7 – celkem 4 zápasy
- nejvyšší vítězství (největší rozdíl skóre): o 6 gólů, celkem 3 zápasy:
  - 30. 08. 2014, LIB–OVA 6:0
  - 03. 10. 2014, JAB–DUK 6:0
  - 21. 02. 2015, PLZ–CBU 6:0
- nejstarší hráč: Jaromír Blažek (FC Vysočina Jihlava) 42 let
- nejmladší hráč: Daniel Trubač (FC Hradec Králové) 17 let
- nejstarší střelec gólu: Pavel Horváth
- nejmladší střelec gólu: Daniel Trubač
- celkový počet žlutých karet: ?
- průměr žlutých karet na zápas: ?
- nejvíce žlutých karet týmu: Liberec (celkem 80)
- nejvíce žlutých karet hráče: Admir Ljevaković (Teplice) – celkem 12
- celkový počet červených karet: 45
- průměr červených karet na zápas: ?
- nejvíce červených karet týmu: Teplice (celkem 6)
- nejvíce červených karet hráče: Vladimír Kukoľ (Jihlava) a Tomáš Zápotočný (Příbram) – 2
- nejvíce udělených karet v zápase: (10, celkem 3 zápasy)
- nejstarší tým (podle věkového průměru):
- nejmladší tým (podle věkového průměru):
- nejvyšší návštěvnost diváků na utkání: 18 665 diváků – 11. 4. 2015, Sparta – Slavia (2:1)[14]
- nejnižší návštěvnost diváků na utkání: 743 – Dukla Praha – Příbram 0:0 (dohrávané utkání)

### Změny trenérů
V průběhu sezóny došlo k 11 změnám trenérů, přehled je uveden v tabulce. Změny po skončení sezóny 2014/15 uvedeny nejsou.
| Tým                        | Datum změny       | Kolo        | Odvolaný/rezignující trenér | Nově nastoupivší trenér     |
| -------------------------- | ----------------- | ----------- | --------------------------- | --------------------------- |
| FC Viktoria Plzeň          | 11. srpna 2014    | po 3. kole  | Dušan Uhrin                 | Miroslav Koubek             |
| 1. FK Příbram              | 14. září 2014     | po 7. kole  | Petr Čuhel                  | Pavel Tobiáš                |
| FC Vysočina Jihlava        | 30. září 2014     | po 9. kole  | Petr Rada                   | Roman Kučera                |
| FC Hradec Králové          | 19. října 2014    | po 11. kole | Luboš Prokopec              | Bohuslav Pilný              |
| FC Slovan Liberec          | 2. prosince 2014  | po 16. kole | Samuel Slovák               | Jiří Kotrba a Josef Csaplár |
| FC Vysočina Jihlava        | 5. prosince 2014  | po 16. kole | Roman Kučera                | Luděk Klusáček              |
| FC Baník Ostrava           | 12. prosince 2014 | po 16. kole | Martin Svědík               | Petr Frňka                  |
| FK Teplice                 | 16. února 2015    | po 16. kole | Zdeněk Ščasný               | Petr Rada                   |
| SK Dynamo České Budějovice | 1. března 2015    | po 18. kole | Luboš Urban                 | František Cipro             |
| FC Slovan Liberec          | 9. března 2015    | po 19. kole | Jiří Kotrba a Josef Csaplár | David Vavruška              |
| AC Sparta Praha            | 15. dubna 2015    | po 23. kole | Vítězslav Lavička           | Zdeněk Ščasný               |

### Přeložená utkání
V průběhu sezóny došlo ke 4 změnám v herním harmonogramu. Přehled je uveden v tabulce.
| Utkání                                  | Kolo     | Původní datum  | Datum odehrání  | Důvod přeložení                                                                                         | Výsledek      |
| --------------------------------------- | -------- | -------------- | --------------- | --- | ------------- |
| FK Teplice – SK Dynamo České Budějovice | 2. kolo  | 2. srpna 2014  | 2. září 2014    | Úmrtí ředitele FK Teplice Františka Hrdličky                                                            | TEP – CBU 4:0 |
| FK Dukla Praha – 1. FK Příbram          | 11. kolo | 17. října 2014 | 28. října 2014  | Nedohrání zápasu kvůli technické závadě osvětlení, přerušen po prvním poločase za stavu 2:1 pro domácí. | DUK – PRI 0:0 |
| FC Viktoria Plzeň – SK Slavia Praha     | 19. kolo | 7. března 2015 | 18. března 2015 | Epidemie respirační infekce v klubu FC Viktoria Plzeň.                                                  | PLZ – SLA 1:0 |
| 1. FC Slovácko – FK Teplice             | 23. kolo | 11. dubna 2015 | 17. března 2015 | Rekonstrukce hřiště před ME do 21 let 2015                                                              | SLO – TEP 2:2 |

## Vítěz
| Synot liga 2014/15 FC Viktoria Plzeň (3. titul) |